# Roccavaldina
Roccavaldina là một đô thị ở tỉnh Messina trong vùng Sicilia của Italia, có vị trí cách khoảng 180 km về phía đông của Palermo vào khoảng 15 km về phía tây của Messina. Tại thời điểm ngày 31 tháng 12 năm 2004, đô thị này có dân số 1.194 người và diện tích là 6,5 km².
Đô thị Roccavaldina có các frazioni (các đơn vị cấp dưới, chủ yếu là các làng) Cardà and San Salvatore.
Roccavaldina giáp các đô thị: Monforte San Giorgio, Rometta, Spadafora, Torregrotta, Valdina, Venetico.